# Capotasto

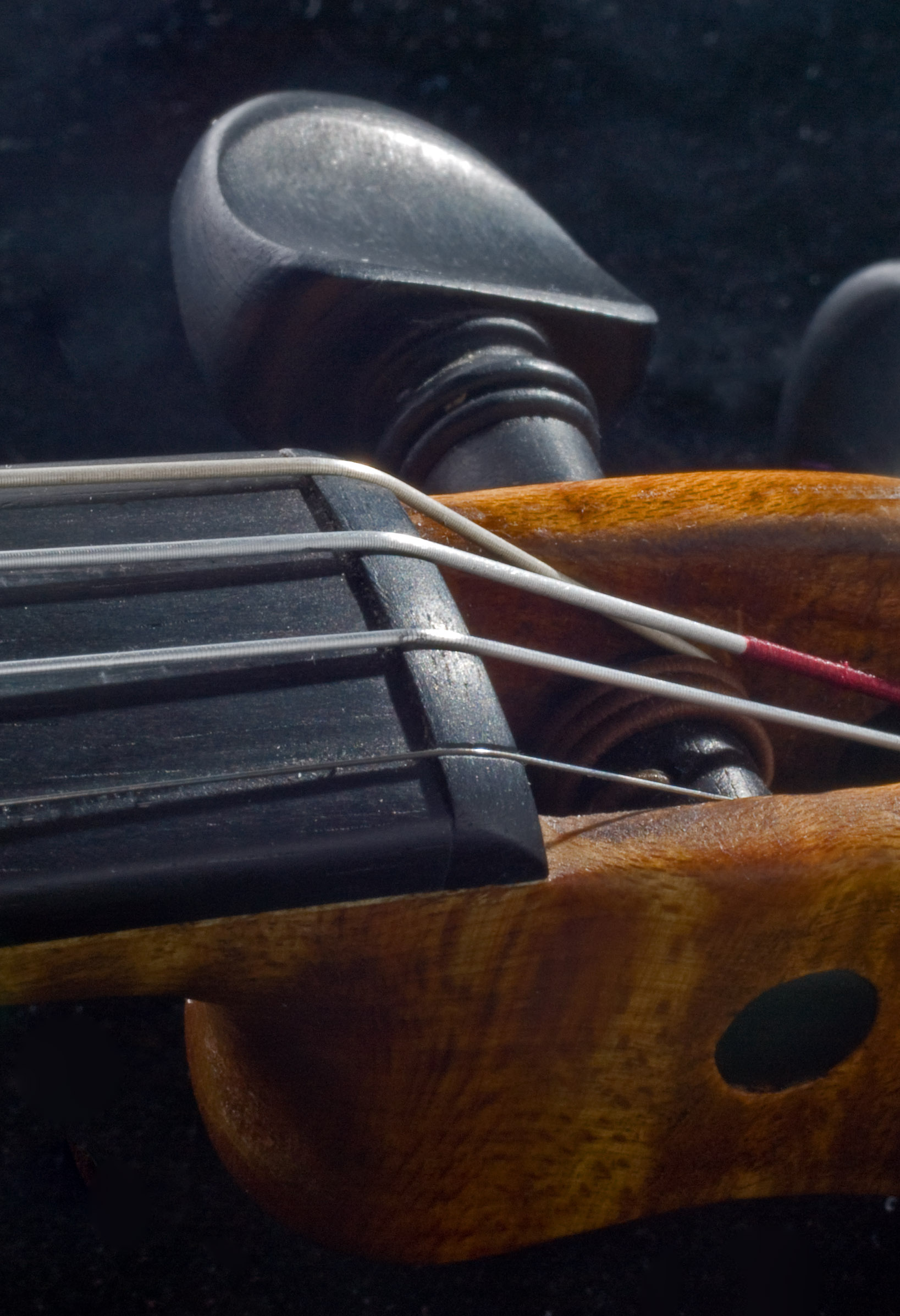
Il capotasto di un violino.

Il capotasto, o capo tasto (raramente capo d'astro o capodastro), è un componente di alcuni strumenti musicali cordofoni (ad esempio archi e chitarre) che si trova all'estremità della tastiera e tiene sollevate le corde dalla medesima. Solitamente è realizzato in avorio, ebano o altri legni duri. 
Il capotasto inferiore, presente negli strumenti ad arco, si trova invece all'estremità opposta della cassa rispetto al manico e funge da punto di appoggio per il filo che tiene la cordiera fissata al bottone. Anch'esso è comunemente realizzato in ebano o altro legno duro.

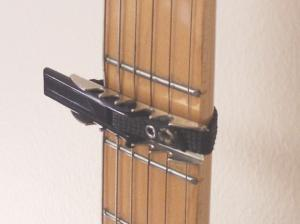
Un capotasto mobile.

Nella tecnica musicale si indica con capotasto mobile un dispositivo a pinza usato in uno strumento a corde per schiacciare le corde, innalzando quindi la tonalità. È usato per chitarre, mandolini e banjo. G.B. Doni usò per primo il termine nel suo Annotazioni del 1640, ciò nonostante è probabile che l'utilizzo del capotasto mobile sia cominciato prima nel diciassettesimo secolo. Vari tipi di capitasto mobile usano meccanismi differenti, ma la maggior parte utilizza una barretta di gomma per schiacciare le corde, fissata con una striscia di elastico o nylon e un morsetto di metallo o una pinza.
Il termine pollice capotasto indica una tecnica propria del violoncello e del contrabbasso, che consiste nell'appoggiare il pollice della mano sinistra sopra una corda, invece di lasciarlo ancorato sotto il manico, permettendo di coprire con la mano sinistra intervalli più ampi.